# 佐藤良彦
佐藤 良彦（さとう よしひこ、1974年3月20日 - ）は、岩手県出身の元ハンドボール選手、指導者。

## 来歴
岩手県立不来方高等学校から国際武道大学へと進学。
大学卒業後日本ハンドボールリーグの大崎電気へ入団し長年に亘り活躍した。2008年に現役引退し、大崎電気のコーチに就任。
2018-19年シーズン限りで大崎電気のコーチを退任。